# 小倉清澄
小倉 清澄（おぐら きよすみ、Kiyosumi Ogura）は、日本のクラリネット奏者。大分県出身。

## 略歴
2022年に退団するまで37年間に渡って東京佼成ウインドオーケストラのクラリネット奏者を務めた。既に7枚のソロ・アルバムを制作し、東京クラリネットアンサンブルのメンバーとしても11枚のCDをリリースしている。演奏活動の傍らで小学生から大学生まで音楽を教え、青少年の育成にも尽力している。